# 亀井亜紀子 (アナウンサー)
亀井 亜紀子（かめい あきこ、3月28日生）は、東京都出身のフリーアナウンサー、リポーターである。株式会社圭三プロダクション所属。旧芸名は米倉 杏紀。
獨協大学法学部法律学科を卒業後、主にテレビ番組のリポーターとして活躍している。

## 出演番組

### 現在の出演番組
- 司法書士鳴海彦光の問題解決!あなたの法律相談（千葉テレビ放送）
- WONDERFUL WORLD（TOKYO FM）「AD★ADMISSION」中継リポーター
- Nスタ（TBSテレビ）特集コーナー「Nトク」リポーター

### 過去の出演番組
- 快適!ズバリ（テレビ朝日）リポーター
- BACHプラザ（テレビ埼玉）リポーター
- JLCニュースワイド（JLC・日本レジャーチャンネル）キャスター
- イブニングワイド（TBSテレビ）特集コーナー（イブワイ好奇心）リポーター